# دانشگاه بین‌المللی ویسکانسین در اوکراین
دانشگاه بین‌المللی ویسکانسین در اوکراین (به لاتین: Wisconsin International University in Ukraine) یک دانشگاه در اوکراین است که در کیف (اوکراین) واقع شده‌است.